# Beischlag (Numismatik)
Als Beischlag (auch Nachprägung) bezeichnet man im Münzwesen die Nachahmung einer verbreiteten Münze im äußeren Erscheinungsbild durch einen anderen Münzherrn, um die Nachahmung in das Umlaufgebiet des Vorbildes einschieben zu können. Beischläge sind schon seit der Antike bekannt. Seit dem Hochmittelalter bis weit in das 19. Jahrhundert hinein wurden mit Beischlägen oftmals betrügerische Absichten verbunden, da die nachgeahmten Münzen im Feingehalt schlechter als ihre Originale waren.
Die Nachahmungen imitierten nur selten detailgenau ihre Vorbilder. Meist wurden absichtlich ein paar Kleinigkeiten verändert, um so dem Vorwurf des Münzbetrugs zu begegnen. Manchmal veränderte die große Anzahl der Beischläge sogar das Gepräge ihres Vorbildes, wie bei dem englischen Sterling, der das Zwillingsfadenkreuz des schottischen Beischlags übernahm und so für lange Zeit das typische Gepräge dieser Münzsorte festlegte.

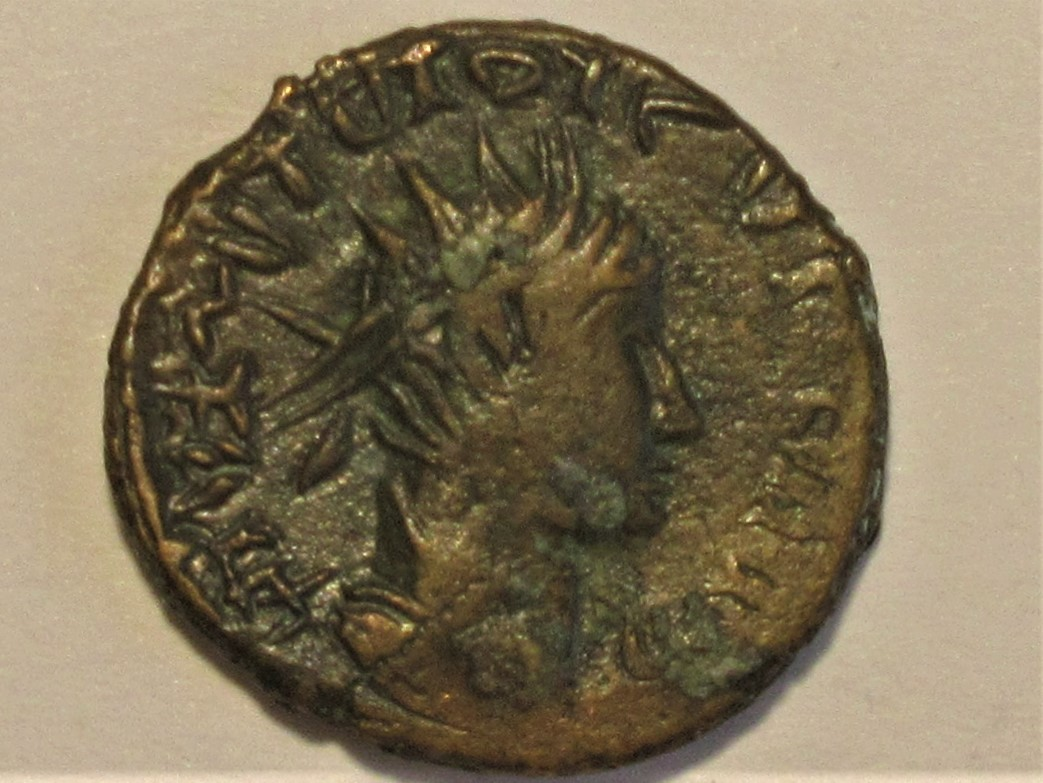
Beischlag des Tetricus I. oder II. mit barbarisierter Umschrift

## Begriffsabgrenzungen
Vom Beischlag zu unterscheiden sind:
- Fälschungen, die in Kriegszeiten mit gefälschten oder erbeuteten Münzstempeln angefertigt wurden.
- Nachprägungen, die vom Ausgabeland zu einem späteren Zeitpunkt neu geprägt wurden und somit eine gesetzliche Grundlage hatten, so dass es sich um echte Münzen handelt.
- Abschlag ist eine Prägung in einem Metall, für das der betreffende Münzstempel nicht bestimmt ist.